# Елизабет Хоенцолерн
Елизабет фон Хоенцолерн-Нюрнберг (на немски: Elisabeth von Hohenzollern-Nürnberg) от рода на Хоенцолерните e бургграфиня на Нюрнберг, немска кралица и курфюрстиня като съпруга на римско-немския крал Рупрехт.

## Биография
Родена е през 1358 година. Тя е втората дъщеря на бургграф Фридрих V от Нюрнберг (1333 – 1398) от рода Хоенцолерн и съпругата му маркграфиня Елизабет от Майсен и Тюрингия (1329 – 1375) от рода на Ветините, дъщеря на маркграф Фридрих II от Майсен (1310 – 1349) и Мехтхилд/Матилда Баварска (1313 – 1346), най-възрастната дъщеря на император Лудвиг Баварски и първата му съпруга Беатрикс от Силезия-Глогау. Елизабет е сестра на Фридрих I от Бранденбург (1415 – 1440), първият курфюрст на Бранденбург от Хохенцолерните и прародител на пруските владетели.
Елизабет се омъжва на 27 юни 1374 г. в Амберг за курфюрста на Пфалц Рупрехт III (1352 – 1410) от рода на Вителсбахите. На 21 август 1400 г. в Оберланщайн нейният съпруг е избран за римско-немски крал.
Тя умира на 26 юли 1411 година в Хайделберг, Курпфалц, една година след съпруга си, на 53-годишна възраст. Погребана е до него в църквата „Св. Дух“ в Хайделберг. Гробът ѝ е запазен. Нейният син курфюрст Лудвиг III фон Пфалц с първата му съпруга Бланка от Англия също са погребани при тях.

## Деца
Елизабет и Рупрехт имат децата:
- Рупрехт Пипан, ербпринц на Пфалц (1375 – 1397), ∞ 1392 графиня Елизабет фон Спонхайм (1365 – 1417), вдовица на граф Енгелберт III фон Марк
- Маргарете (1376 – 1434), ∞ 1393 херцог Карл II от Лотарингия (1364 – 1431)
- Фридрих (1377 – 1401)
- Лудвиг III (1378 – 1436), I. ∞ 1402 принцеса Бланка от Дом Ланкастър (1392 – 1409), дъщеря на крал Хенри IV от Англия; II. ∞ 1417 принцеса Мехтхилд (Матилде) от Савоя (1390 – 1438)
- Агнес (1379 – 1401), ∞ 1400 граф Адолф II от Клеве и Марк (1373 – 1448)
- Елизабет (1381 – 1409), ∞ 1407 херцог Фридрих IV от Тирол (1382 – 1439)
- Йохан от Пфалц (1383 – 1443), I. ∞ 1407 принцеса Катарина от Померания (1390 – 1426); II. ∞ 1428 принцеса Беатрикс от Бавария-Мюнхен (1403 – 1447), вдовица на граф Херман III фон Цили († 1426)
- Стефан (1385 – 1459), ∞ 1410 графиня Анна фон Велденц (1390 – 1439)
- Ото I от Пфалц (1390 – 1461), ∞ 1430 принцеса Йохана от Бавария-Ландсхут (1413 – 1444)

## Галерия
- Елизабет от Хоенцолерн-Нюрнберг и Рупрехт III
- Рупрехт III и Елизабет от Хоенцолерн-Нюрнберг; детайл от нейния гроб в църквата „Св. Дух“ в Хайделберг